# Pharmacus dumbletoni
Pharmacus dumbletoni är en insektsart som beskrevs av Richards, A.M. 1972. Pharmacus dumbletoni ingår i släktet Pharmacus och familjen grottvårtbitare. Inga underarter finns listade i Catalogue of Life.